# Chantal Curtis
Chantal Curtis, (شانتال كيرتس), nata Chantal Sitruk, anche conosciuta come Michele (pronunciato in francese come nome femminile, talvolta con la grafia Michéle), Michelle, Brenda Mitchell e Chantal Alexandre (... – 1985), è stata una cantante tunisina naturalizzata francese.

## Biografia
Nata in Tunisia ed emigrata a Parigi, Chantal Curtis venne scoperta dal produttore Pierre Jaubert mentre si trovava a Barbès, a Parigi.
L'album Magic Love, edito nel 1977 dalla West End Records con lo pseudonimo Michele (presumibilmente scelto dall'artista per problemi di detenzione di stupefacenti) e co-prodotto da Jaubert e Tom Moulton, fu un fiasco in termini di vendite, ma venne particolarmente apprezzato nel contesto underground nuovaiorchese. Nel 1978, adottando lo pseudonimo di Brenda Mitchell, pubblicò per la Barclay l'album Don't You Know, considerato una pubblicazione di culto. Nel 1979 la cantante licenziò l'LP Get Another Love, la cui title-track raggiunse la posizione numero 51 della classifica britannica.
Nel 1985, mentre si trovava in Israele, l'artista morì colpita da un proiettile di pistola indirizzato al suo fidanzato, che risultava essere coinvolto in traffici di droga.

## Discografia

### Album in studio
- 1977 – Magic Love (come Michele)
- 1978 – Don't You Know (come Brenda Mitchell)
- 1978 – Body Party (come Brenda Mitchell)
- 1979 – Get Another Love

### Singoli
- 1973 – Juste un petit peu de soleil (come Chantal Alexandre)
- 1978 – Don't You Know (come Brenda Mitchell)
- 1979 – Get Another Love
- 1980 – Fair and Square